# Anton Csorich
Anton Csorich von Monte Creto báró (Mahićno, 1794. március 29. – Dornbach, 1864. július 15.) horvátországi születésű császári és királyi altábornagy, az 1848–49-es szabadságharcban a császári csapatok tábornoka, 1850 és 1853 között osztrák hadügyminiszter. Báró Franz Csorich de Monte Creto császári és királyi altábornagy unokaöccse és fogadott fia.

## Életrajza
1809-ben hadapródként lépett a császári hadsereg 2. határőrezredébe. 1813-tól részt vett a Napóleon elleni háborúban. 1835-ben ezredessé, majd 1836-ban a 42. gyalogezred parancsnokává nevezték ki. 1842-ben léptették elő tábornokká. 1846-tól Salzburgban volt erődparancsnok. 1848 tavaszától altábornagyi rangban egy bécsi hadosztály parancsnoka lett. Az október 6-ai bécsi forradalomban a felkelők ellen harcolt, majd Windisch-Grätz parancsnoksága alatt részt vett a város elfoglalásában. Az itt tanúsított magatartásáért később megkapta a Katonai Mária Terézia-rend lovagkeresztjét.
A téli hadjáratban Wrbna László altábornagy hadtestének hadosztályparancsnokaként vett részt. A főváros elfoglalása után ő vezette a Görgei seregét észak felé üldöző császári hadtestet. Részt vett a január végi bányavárosok környéki harcokban, majd átadta az üldözés feladatát Götz és Jablonowski tábornokoknak és visszatért Budára. Részt vett a kápolnai csatában. 1849. április végén ő vette át a mintegy tizenhétezer fős II. hadtest parancsnokságát. Csapataival nyár közepéig a Csallóközben állomásozott, majd részt vett az 1849. nyári Vág melletti harcokban és a peredi csatában. Miután a magyar és a császári főerők elhagyták Komárom környékét, a komáromi vár ostromzárát Csorich egységei biztosították. A várat védő magyar csapatok parancsnoka, Klapka érzékelte, hogy az ostromzárat biztosító császári erők ereje nem éri el a várőrségét, augusztus 3-án kitört és Győrig előrenyomulva napokra elvágta az összeköttetést a császári főerők és Bécs között. Csorich csapatai ekkor feladták csallóközi állásaikat is és Dunaszerdahelyig vonultak vissza. A siker már nem tudta befolyásolni a főhadszíntéren történő eseményeket, Klapka hamarosan kénytelen volt visszavonulni és az erőd körül augusztus 19-én ismét létrejött az ostromzár. Csorich szeptember 1-jén átadta az ostromsereg parancsnokságát Nugent táborszernagynak.
A szabadságharc után az I. hadseregben volt főhadsegéd. 1850 júliusától hadügyminiszterré nevezték ki. Minisztersége után 1853-tól hadtestparancsnoki, 1854-től hadsereg-parancsnoki, majd 1858-tól haláláig ismét hadtestparancsnoki beosztást kapott.